# Nasji

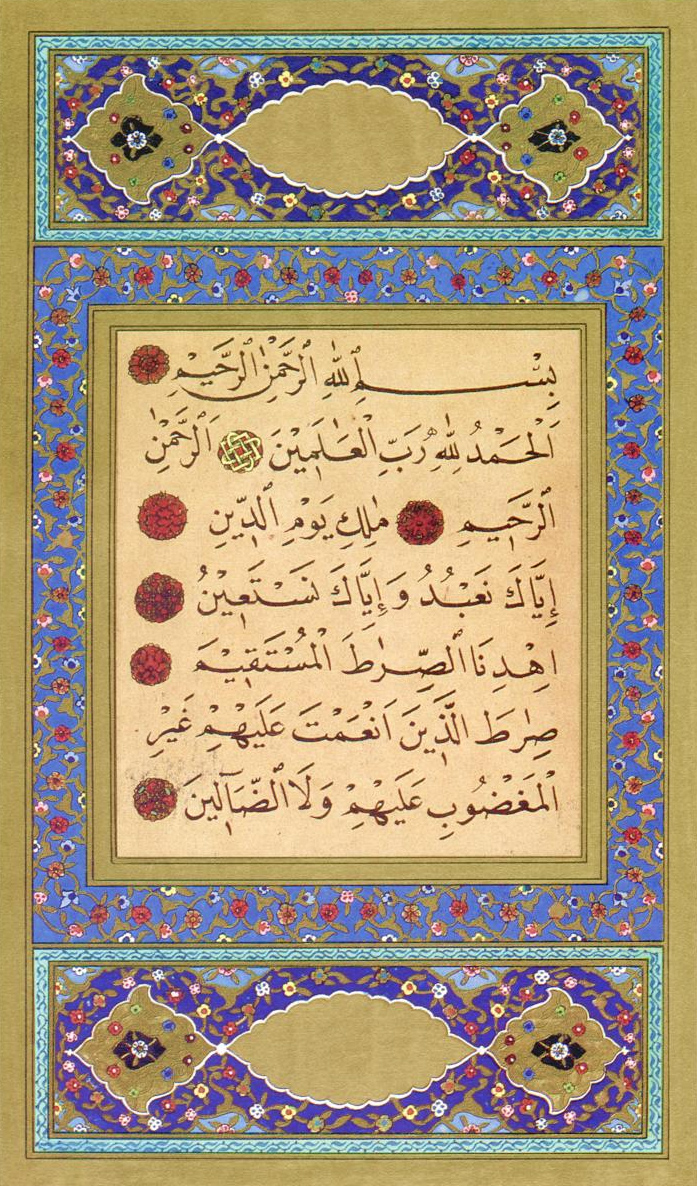
Sura Al-Fatihah escrita en estilo nasji

Nasji (en árabe: قلم النسخ‎, romanizado: qalam an-nasj, de نسخ, nasaja, 'copiar'), a veces escrito naski, es el estilo de caligrafía árabe más utilizado en la actualidad, de formas redondeadas y letras pequeñas. El nasji, uno de los primeros estilos de caligrafía islámica en desarrollarse, era al principio comúnmente utilizado para escribir documentos administrativos y transcribir libros debido a su fácil legibilidad comparado con otros estilos de caligrafía árabe. En el siglo X este estilo fue estandarizado por Ibn Muqla.

## Origen
Las escrituras redondas se popularizaron en los siglos XI, XII y XIII por los escribas.
A Ibn Muqla se le atribuye la estandarización de las "seis Plumas" (o estilos) de la caligrafía islámica, que también incluyen thuluth, tawqi', ruq'ah, muhaqqaq y reyhan. Estos se conocen como las "escrituras proporcionadas" (al-khatt al-mansub) o las "seis escrituras" (al-aqlam al-sitta).
El estilo cúfico se cree que es anterior al nasji, pero historiadores han documentado su coexistencia mucho antes de su codificación por Ibn Muqla, ya que los dos servían propósitos diferentes. El cúfico se usaba principalmente en decoración; el nasji, para el uso diario de los escribas.

## Descripción
El nasji es una escritura sans-serif, lo que significa que las letras carecen de "ganchos" en los extremos de los trazos ascendentes y descendentes. Por ejemplo, la alif se escribe como un trazo recto, que se dobla hacia la parte inferior izquierda. En el estilo nasji diferencia varios sonidos mediante el uso de puntos diacríticos, en forma de 1 o 3 puntos encima o debajo de la letra, lo que facilita su lectura. Las letras en nasji se apoya en una línea base horizontal, aunque en situaciones en las que un carácter comienza dentro de la cola de la letra anterior, la línea de base se rompe y se eleva. En la Constantinopla del siglo XVI, Şeyh Hamdullah (1429-1520) rediseñó la estructura de nasji, junto con las otras "seis plumas", para que se viera más precisa y menos pesada.

## Uso
El nasji se ha utilizado sobre todo en la transcripción de libros y de documentos administrativos de la corte.
Con la escritura nasji permite elementos decorativos con diseños más flexibles y redondeados, lejos de la decoración cuadrangular del cúfico. El uso de nasji en arquitectura comenzó en el siglo X y fue adoptada en muchos países musulmanes para el siglo XI.
Más recientemente, las fuentes, como la tipografía Amiri (inspirada en Bulaq Press) o la fuente Bustani de Monotype Imaging, han creado manifestaciones digitales fáciles de usar del nasji para su uso en diseño gráfico y tipografía digital.